# Konrad von Winterstetten
Konrad von Winterstetten-Waldburg († wahrscheinlich 1242/43) war Reichsschenk unter den staufischen Königen Heinrich (VII.) (1220–1235) und Konrad IV. (1237–1254). Er stammte aus der oberschwäbischen Adelsfamilie der Waldburg-Tanne.

## Leben und Ämter
Konrad von Winterstetten stand also in staufischen Diensten und übte am Hof des Königs das Hofamt des Schenken aus. König war damals Heinrich (VII.), der im April 1220 auf Betreiben seines Vaters, König Friedrichs II. (1212–1250), in Frankfurt am Main von den deutschen Fürsten zu ihrem Herrscher gewählt worden war. Während Friedrich nach Italien zurückkehrte, um seine Pläne hinsichtlich Kaiserkrönung (1220) und Kreuzzug (1228/1229) zu verfolgen, vertrat der noch unmündige Heinrich, der auch Herzog von Schwaben war, in Deutschland das staufische Herrscherhaus als Mitkönig unter der Vormundschaft zweier „Regenten“, des Erzbischofs Engelbert I. von Köln (1218–1225) bzw. des Herzogs Ludwig I. von Bayern (1183–1231). Konrad von Winterstetten bestimmte Erziehung und Politik des Königs mit, neben einigen staufertreuen Bischöfen, Geistlichen, Adligen und (Reichs-)Ministerialen wie Heinrich von Tanne, Eberhard von Waldburg, Gerhard von Sinzig, Heinrich von Neuffen oder Werner von Bolanden. Konrad stammte aus der oberschwäbischen Adelsfamilie der Tanne-Waldburg (bei Ravensburg) und nannte sich ab 1214 nach der bei Biberach an der Riß gelegenen Burg Winterstetten. Das Verhältnis der Tanne zu den Staufern war eng, auf der Burg Waldburg wurden ab 1221 für mindestens 20 Jahre die Reichskleinodien aufbewahrt.  Konrad tritt seit 1220 im (Reichs-)Schenkenamt in Erscheinung, später war er Suevie procurator et prefectus Suevie und verwaltete zeitweise, wahrscheinlich um oder kurz nach 1220, im königlichen Auftrag Villingen.

## Politisches Wirken
Konrad von Winterstetten war an hochpolitischen Entscheidungen beteiligt wie an den deutsch-dänischen Verhandlungen im September 1223 in Nordhausen nach der Gefangennahme des Dänenkönigs Waldemar II. (1202–1241) durch Graf Heinrich I. von Schwerin (1200–1228) im Mai desselben Jahres. Die Verhandlungen endeten mit dem Vertrag vom 24. September, wonach Dänemark 52000 Mark in Silber Lösegeld zu zahlen und Waldemar auf die dänischen Eroberungen südlich der Eider zu verzichten hatte. Anwesend war Konrad in der Folge beim königlichen Hoftag in Bardowick und Bleckede Ende September, Anfang Oktober 1224, doch kam es auch dort nicht zur Auslösung des dänischen Herrschers. Im Februar 1225 – nach dem Hoftag von Ulm – begleitete Konrad seinen König nach Augsburg, im April war er in oder bei Villingen. Im März 1226 reiste König Heinrich (VII.) in Begleitung Eberhards von Waldburg und Konrads von Frankfurt nach Hagenau, dann vom Elsass nach Oberschwaben. Auch nach der Ermordung des Kölner Erzbischofs Engelbert des Heiligen blieb unter der „Regentschaft“ des bayerischen Herzogs Konrad von Winterstetten damit in Königsnähe. Er begleitete den König auch in dessen selbstständigen Regierungshandlungen nach dem Ende der Regentschaften. Er nahm an der Reichsversammlung in Worms im Frühjahr 1231 teil, auf der unter anderem das sogenannte Statutum in favorem principum erlassen wurde. Konrad von Winterstetten überstand politisch den Konflikt zwischen König Heinrich (VII.) und seinem Vater und den Sturz des Königs im Frühjahr und Sommer 1235.

## Kulturelles Wirken

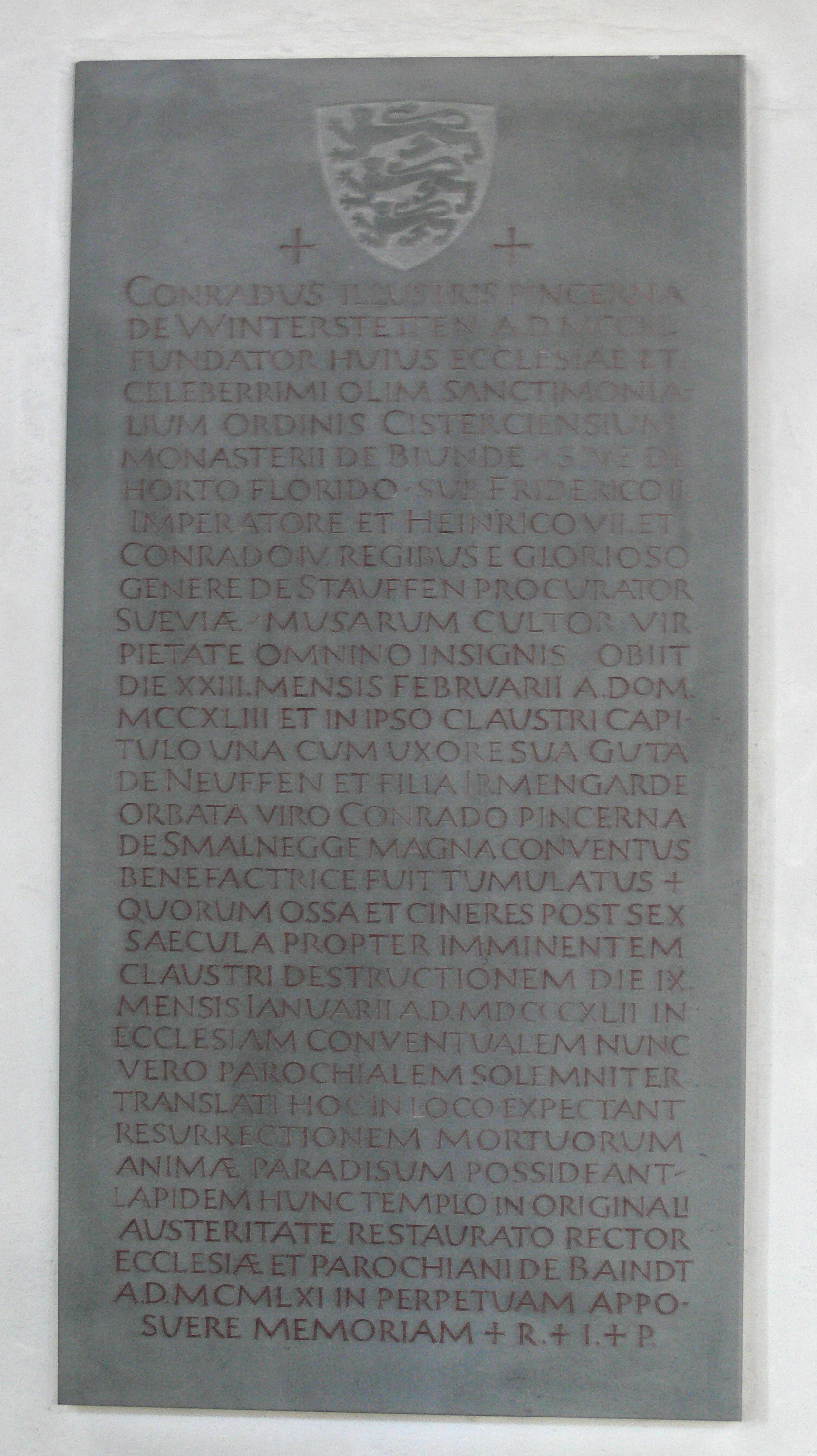
Gedenktafel für den Klosterstifter Konrad von Winterstetten, 1961 errichtet in der Klosterkirche Baindt des ehemaligen Klosters Baindt

Längst schon war Konrad auch ein Vertrauter des Kaisers geworden. Friedrich II. und Konrad begeisterten sich für Literatur und Minnesang, und Konrad hatte als Erzieher Heinrichs (VII.) mit das Interesse des Königs an der Dichtkunst erweckt, so dass bedeutende Minnesänger wie Gottfried von Neuffen, Rudolf von Ems, Ulrich von Türheim oder vielleicht auch der Tannhäuser am königlichen Hof in Erscheinung getreten waren. Zudem kümmerte sich der Reichsschenk nun, nach dem Sturz Heinrichs und der Königswahl des Staufers Konrad IV., um italienische Angelegenheiten. 1238 konnte er zusammen mit Gottfried und Heinrich von Hohenlohe ein Ritterheer nach Italien führen, das mit Hilfe einer Sondersteuer der Reichsstädte finanziert wurde. Um 1240 gründete der Reichsschenk ein Nonnenkloster in Baindt (nördlich Weingarten), auch in dem berühmten Reichssteuerverzeichnis von 1241 wird Konrad von Winterstetten genannt. Um 1242/1243 ist Konrad wahrscheinlich verstorben, doch nehmen Teile der historischen Forschung an, dass er bis gegen Ende der 1240er-Jahre lebte und nach der Schlacht bei Frankfurt (1246) die staufische Partei verlassen haben soll. Ein Enkel Konrads war dann der aus der berühmten Heidelberger Manesse-Handschrift bekannte Ulrich von Winterstetten.

### Schwert Konrads von Winterstetten
In der Sammlung der Rüstkammer (Dresden) befindet sich sein Schwert (Inventarnummer VU/367). Am 19. März 1568 schreibt Hans Jörg Graf von Mansfeld an den Kurfürsten August von Sachsen, das er ihm beiliegend ein Schwert schenke, wie es zur Zeit der Schlacht vor dem Welfesholze gebräuchlich gewesen ist. Beidseitig auf dem Schwert des Reichsschenken Konrad von Winterstetten ist der folgende Spruch eingraviert:
(Vorderseite)
CHUNRAT VIL VERDER SHENKE
/ HIE BI OU MIN GEDENKE
(Rückseite)
VON VINTERSTETEN HOHGEMUT
/ LA GANZ DAHAINE IISEN HUT
Übersetzung:
Konrad viel werter Schenke
/hierbei du mein gedenke
von Winterstetten hohenmut
/lass ganz keinen Eisenhut
Die eingravierten Großbuchstaben sind epigraphisch gesehen etwa der Prüfeninger Weiheinschrift ähnlich, eine Capitalis monumentalis und erscheinen auf den historischen Aufnahmen nachbearbeitet, dies kann auch eine Retusche der Photos sein.
Es ist anzunehmen, dass es sich bei diesem Schwert wohl um eine Nachbildung aus dem 16. Jahrhundert handelt.